# نخر اللب
نخر اللب (بالإنجليزية: Pulp necrosis)‏ هو تصنيفٌ تشخيصيٌ سريريٌ يتضمن موت الخلايا والأنسجة في حجرة لب السن مع أو بدون توغلٍ بكتيري. غالبًا ما يكون نخر اللب هو النتيجة النهائية للعديد من الحالات مثل الرض السني، وتسوس الأسنان، والتهاب اللب.
تُنخر حجرة اللب جُزئيًا في المرحلة الأولية من العدوى وتتسع منطقة النخر تدريجيًا إلى حين موت خلايا اللب بالكامل إذا لم يُعالج.
تُشير بعض الأعراض والعلامات إلى وجود نخر في اللب مثل: تلون تاج السن باللون الرمادي وشفافية المنطقة القمية في الصور الشعاعية، نتيجةً لانقطاع الأوعية الدموية المغذية للسن.
تشمل عقابيل نخر اللب عدة مشكلات منها التهاب دواعم السن الذروي والخراج السني والكيس المحيط بالقمة وتغير لون السن.
توجد عدة اختبارات لتشخيص نخر اللب إما بواسطة الوسائل الحرارية أو الكهربائية من أجل تقييم صحة اللب وفقًا للاستجابة الحسية أو بواسطة ملاحظة تغير لون السن.
يُعالج السن المنخور لبيًا بالقلع أو بالمعالجة اللبية.

## السببيات والأسباب
يُعزى سبب نخر اللب إلى موت الخلايا والأنسجة في حجرة اللب مع أو بدون التوغل البكتيري، غالبًا ما يكون نخر اللب هو النتيجة النهائية لتطور أمراض النسيج الضام التي تحدث على مرحلتين: 
1. التهاب الأنسجة السليمة (التهاب لب السن).
2. نخر السن وفقدان الانسجة، إذا تُركت المرحلة الأولى بدون علاج.

### الأسباب
- تسوس الأسنان.
- رض سني.
- علاج الأسنان.
- التهاب اللب.

#### تسوس الأسنان
يُعتبر تسوس الأسنان غير المُعالَج وتجمع البكتريا من أبرز العوامل التي تؤدي إلى وصول التسوس إلى اللب ومن ثم نخره، ما يُحدث تغيرات لبية لا رجعة فيها مثل التهاب اللب. 

#### الرض السني
يمكن أن تكون عواقب رضوض الأسنان وخيمةً وتؤدي إلى نخر اللب نتيجةً لانقطاع التدفق الدموي.
قد تلتهب أربطة الأنسجة الداعمة أيضًا إذا كانت الإصابة قوية جدًا. 

### علاج الأسنان
يمكن أن يتأثر اللب أثناء تحضير الأسنان المفرط بسبب قلة طبقة العاج التي تغطي اللب وتعرضه لصدمة حرارية أو عند تسليط قوة مفرطة على الأسنان لغرض الإسراع في تقويمهم.

### التهاب اللب
يُعتبر التهاب اللب أحد مراحل نخر اللب الأولية، الالتهاب اللبي لا ينتقل إلى الأنسجة المجاورة بسبب الطبيعة المغلقة لحجرة اللب وهذا ما يؤدي إلى تزايد كمية الضغط المسلط عليه.
يمكن أن يكون التهاب اللب عكسيًا أو غير عكسي، وفي الأخير تقل كمية الدم المتدفق إلى حجرة اللب مما يسبب نخره.

## الأعراض والعلامات
قد يرافق نخر اللب عدة أعراض وعلامات وقد لا يصاحبه أي شيء تبعًا للحالة، فيما يلي بعض الأعراض التي قد تظهر:
- الألم. [3]
- تغير لون تاج السن. [5]
- خراج سني أو ناسور.
- ذوبان الجذر الداخلي.
- زيادة حركة الأسنان.

قد تظهر بعض العلامات أثناء الفحص الشعاعي مثل:
- تسوس سني غير معالج.
- حشوة عميقة جدًا.
- تغطية لبية سابقة.

قد لا تظهر أي أعراض خلال التصوير الشعاعي في بعض الأحيان خصوصًا إذا كان النخر ناتجًا عن الرض السني. 

### الألم
يوصف الألم المرتبط بنخر اللب غالبًا بأنه تلقائي أو بأنه ألم متواصل وخفيف في بعض الحالات بسبب نخر الأعصاب القمية من اللب. تشير التقارير إلى أن درجات الحرارة المرتفعة تزيد من كمية الألم بينما تعمل درجات الحرارة الباردة على تهدئة الألم. 

### لون تاج السن
يتغير لون التاج في بعض حالات نخر اللب إلى الأصفر أو الرمادي أو البني، ويُعتقد أن اللون الداكن هو علامة مبكرة على نخر اللب، لكن يجب التأكد من التشخيص بإجراء الفحوصات اللبية قبل معالجة الأسنان متغيرة اللون. 

### الخراج السني أو الناسور
تُعتبر التغييرات اللثوية مثل الناسور أو الخراجات والعلامات التي يلاحظها طبيب الأسنان عند التصوير الشعاعي مثل الآفات حول الذروية وذوبان الجذر الخارجي تشخيصًا لنخر اللب وفقًا لبعض الدراسات، لكن الدراسات الأخرى تشير إلى أن هذه العوامل لوحدها لا تكفي لتشخيص نخر اللب. 